# ガウェイン卿と緑の騎士

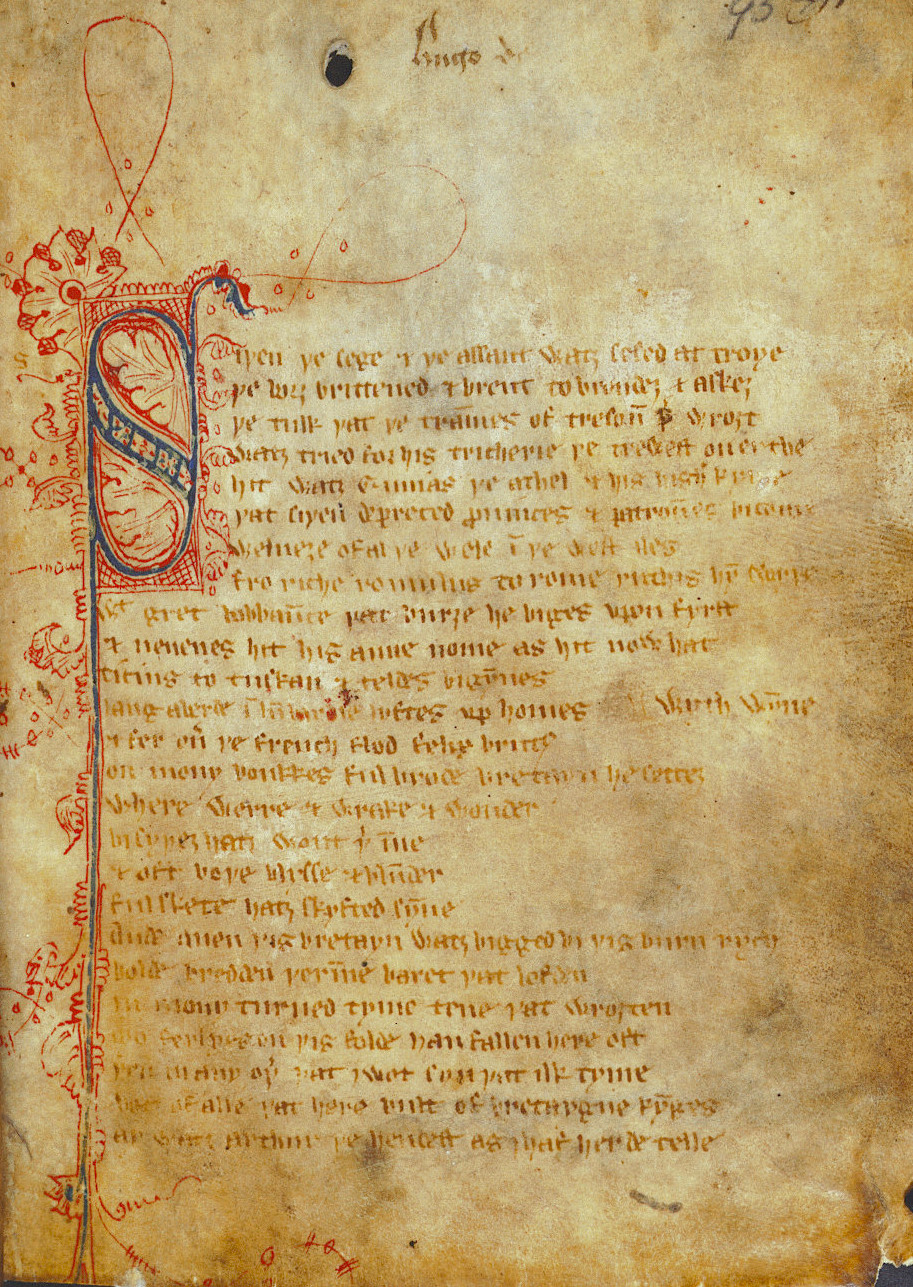
『ガウェイン卿と緑の騎士』

『ガウェイン卿と緑の騎士』（がうぇいんきょうとみどりのきし、Sir Gawain and the Green Knight）は、イングランドで書かれた作者名不詳の物語。韻文である。1300年代後半、イングランド北西部、現在のマンチェスター周辺で書かれたとされる。作者は名前が明らかでないため、この作品の名を取って「ガウェイン詩人」(Gawain Poet)、あるいはもう一つの代表作"Pearl"の名を取って「パール詩人」(Pearl Poet)と呼びならわされている。用いられている言語は中英語であり、イングランド北西部方言である。

## 作者
同時代のイングランド詩人であるジェフリー・チョーサーは、宮廷に出仕していたこともあってその名を現代まで残しているが、「ガウェイン詩人」は中世の没個性傾向、つまり神の前では人間はみな平等であるが故、その名を公に轟かせることを慎むといった当時の風潮の影響を受けてか、本名が未だ明らかになっていない。"Cotton Manuscript"と呼ばれる写本が唯一の原典として伝わっているが、どこをどう探しても作者の名前が見つからない。写本研究により、ガウェイン詩人は他に3編の物語詩を残していることが明らかになっている。"Pearl"(『真珠』), "Patience"(『忍耐』), "Purity"(『純潔』)の3つである。

その作者として最も広く考えられている候補は、John Massey of Cotton, Cheshireである。

## 言語および修辞技法
言語は1300年代後半の英語であり、イングランド北西部方言である。チョーサーが用いたロンドン方言は現代英語に比較的直結した言語であるが、北西部方言はまだ古英語を初めとして古ノルド語や古フランス語の語彙・綴りを保持していることが多く、英語の古い形を保っている。従って、現代人にとって原典講読の難しさはチョーサーの作品よりも上であるといえる。韻律は、同一行中における強音節の語頭の音を揃える「頭韻法」を用いているが、「連」(stanza)の終わり4行のみは、行末の音節を2行ずつ揃える「脚韻」となっている。この構造を"bob and wheel"といい、特に頭韻部の行を"alliterative long line"という。行中の語順は、韻律の要請を受けているため比較的自由であり、英語の特徴であるSVO型には必ずしもなっていない。

## 内容

### 第一部

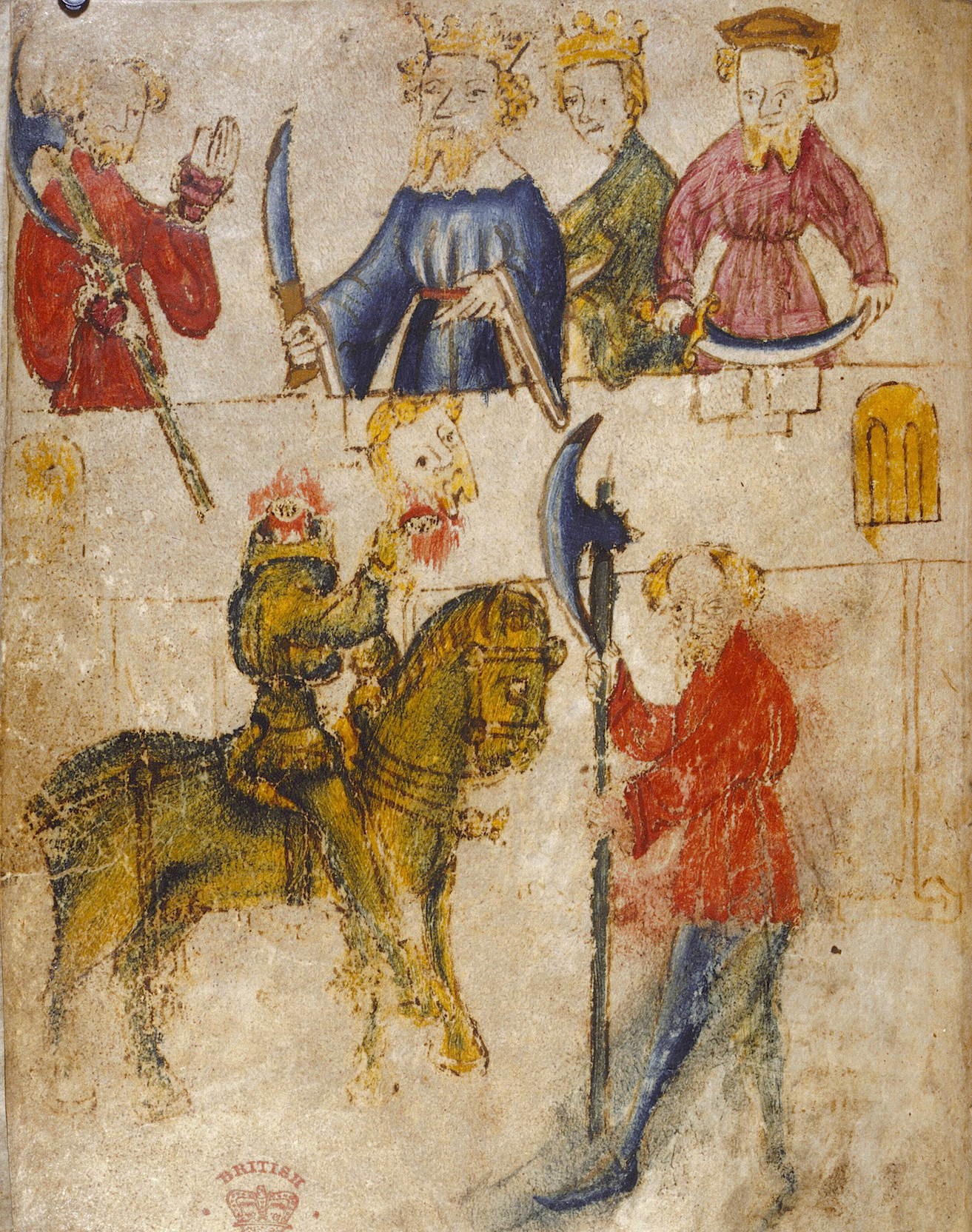
ガウェインに斬り落とされた自身の首を拾い上げる緑の騎士

西ヨーロッパ全体に伝播していたアーサー王物語群の影響を受けて書かれたとされるこの物語の主人公は、アーサー王の甥である騎士ガウェイン卿(Sir Gawain)である。アーサー王(King Arthur)の宮殿で新年の宴が開かれているとき、突如、衣服を初め髪から皮膚、さらには跨る馬まですべて緑色の「緑の騎士」(Green Knight)が現れ、「首切りゲーム」をもちかける。つまり、ガウェイン卿に自分の首を大鉈でかき斬ってみろと挑発し、それでもし自分が無事だったら、それに相応する挑戦を受けろとガウェインにもちかけるのである。ガウェインは言われるとおり、緑の騎士の首を一振りで斬り落とすが、首から血を吹き出す緑の騎士の胴体は全く動じず、おもむろに自分の首を拾い上げ、「1年後、緑の礼拝堂で待っている。そこでお前に仕返しの一撃をくれてやる」と猛々しく言い残し、首を小脇に抱えて走り去る。

### 第二部
「緑の礼拝堂」を目指してガウェインは旅に出る。ところが、会う人誰に尋ねても、誰も「緑の騎士」のことなど知らない。時は流れその年のクリスマス・イヴ、ある城に宿を求めて立ち寄ったガウェインは、城主から丁重なもてなしを受ける。そこで「緑の礼拝堂」へ出発する日までに、ガウェインが手に入れたものと、城主が狩りで得る獲物を交換し合おうという約束をする。

### 第三部

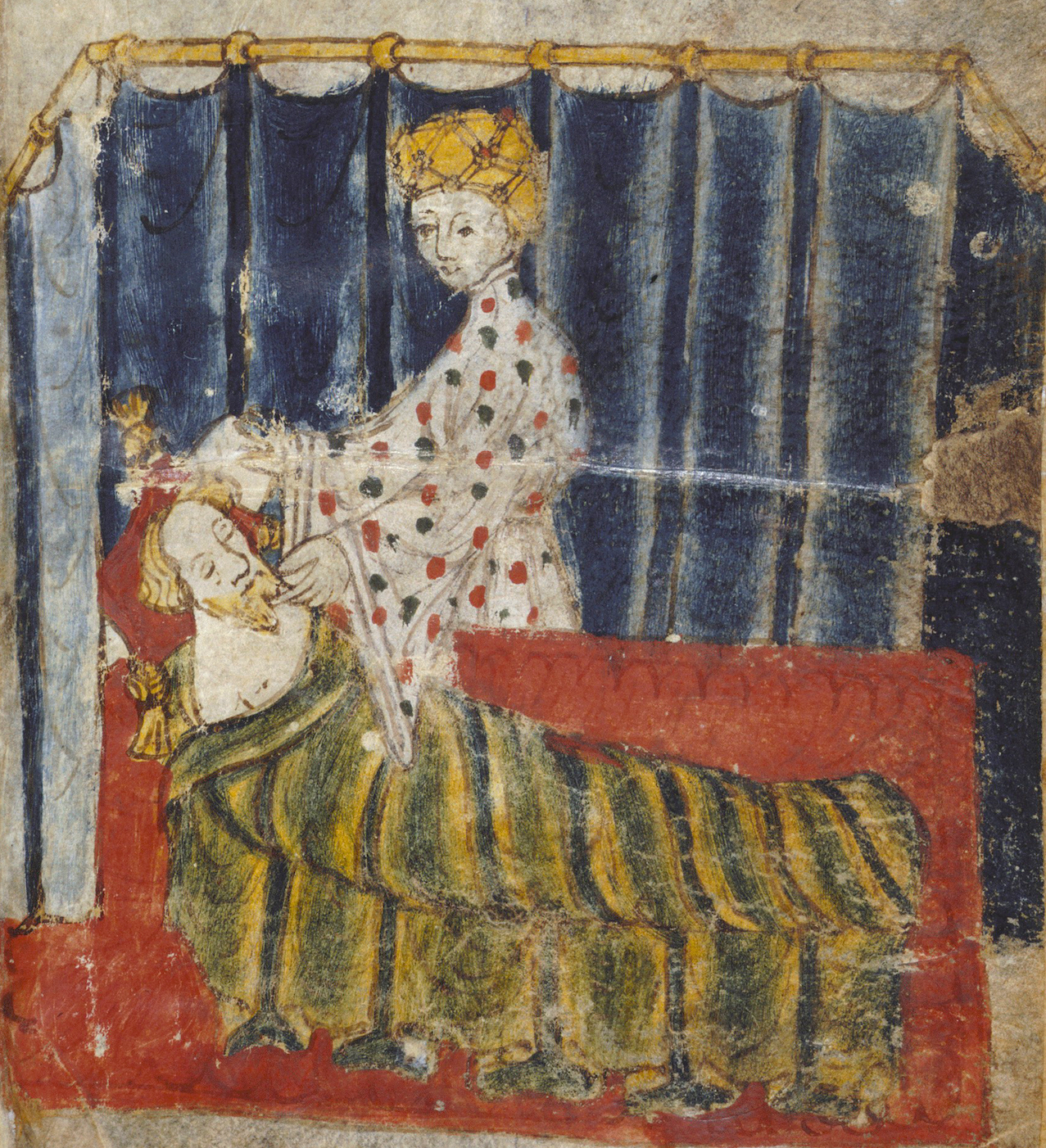
寝室を訪ねてガウェインを誘惑する城主の后

城主は従者を引き連れて連日狩りに出かける。鹿や猪や狐を追い、狩猟の正しい作法に則って勇猛に獲物を追う。一方、城主の留守中、ガウェインの寝室に城主の后が現れ、ガウェインに話しかけ、騎士の礼節や貴婦人の作法、恋愛の楽しさや悲しさといった会話を交わしてはガウェインを誘惑する。狩猟と誘惑の場面が交互に現れ、当時の騎士の高等な嗜みである狩猟の技量を細かに描写する一方、騎士の礼節を弁えたガウェインと言葉巧みな奥方とのやり取りが対照的に現れる。城主は約束通り、狩りで得た獲物をガウェインに進呈し、ガウェインは返礼として城の中で城主の后から受けた接吻を城主に返す。

### 第四部
アーサー王宮殿での一件から1年後、逗留していた城を後にして、ガウェインは「緑の礼拝堂」を目指す。たどり着いたのは「礼拝堂」ではなく、荒涼たる地勢の中にある草むした岩窟だった。そこで緑の騎士と再会したガウェインは、「返しの一撃」を受けて立とうと髪をかき上げ首をあらわにする。緑の騎士は二度、大斧を寸前で止めるが、三度目に、ガウェインの首めがけて振り下ろす。しかし斬首されることなく首に切り傷を作るだけでガウェインは血を流して踏みとどまる。ここで緑の騎士が自らの正体を口にする。実は、緑の騎士はガウェインが逗留した城の城主、ベルシラック(Bercilak)だったのだ。城に泊めたのも、后に誘惑させたのも、すべてガウェインの度量を試すために仕組んだ罠だったことを打ち明ける。寸止めを二度したのは、ガウェインが約束通り、物品の交換に応じたことと、后の誘惑を礼儀正しく固辞したからであると述べ、傷を負わせたのは、今ガウェインが身につけている緑の帯がベルシラックのもので后から譲られたものという過ちを戒めるためだと説明する。さらに、自分が緑の騎士に姿を変えられているのは城に住む魔法使い「モルガン」(Morgan)の術によるものであると打ち明ける。二人は互いの度量と礼節、武勇をたたえ合い、ベルシラックはその功を称えるためそのまま帯を交換することを提案する。ガウェインは快諾し、ベルシラックは今一度、城でもてなすことを申し出るが、ガウェインは固辞し、アーサー王宮殿に帰る。緑の騎士の帯を身につけたガウェインは、王をはじめ宮中の者から溢れんばかりの賞賛を受けて物語は終わる。

## 日本語訳書籍
- 『ガウェイン卿と緑の騎士』 作者不詳 境田進 訳・出版 1984年
- 『サー・ガーウェインと緑の騎士 : 他一編 （「オルフェオ王」）中世英国騎士物語』道行助弘 訳  桐原書店 1986年
- 『ガウェーンと緑の騎士―ガーター勲位譚』 瀬谷広一 訳 新装版 木魂社 2002年、ISBN 978-4877460419
- 『「ガウェイン」詩人―サー・ガウェインと緑の騎士』 池上忠弘 訳 専修大学社会知性開発研究センター 言語・文化研究センター叢書 4 2009年、ISBN 978-4-88125-223-9
- 『中世イギリスロマンス  ガウェイン卿と緑の騎士  ＜中世英語英文学III＞』 菊池清明訳  春風社 ISBN 978-4-86110-579-1
- 『サー・ガウェインと緑の騎士: トールキンのアーサー王物語』山本史郎訳 原書房 新版2019年 ISBN 978-4562056736